# 94e méridien est
En géographie, le 94e méridien est est le méridien joignant les points de la surface de la Terre dont la longitude est égale à 94° est.

## Géographie

### Dimensions
Comme tous les autres méridiens, la longueur du 94e méridien correspond à une demi-circonférence terrestre, soit 20 003,932 km. Au niveau de l'équateur, il est distant du méridien de Greenwich de 10 464 km,.
Avec le 86e méridien ouest, il forme un grand cercle passant par les pôles géographiques terrestres.

### Régions traversées
En commençant par le pôle Nord et descendant vers le sud au pôle Sud, Le 94e méridien est passe par:
| Coordonnées          | Pays, territoire ou mer | Notes |
| -------------------- | ----------------------- | --- |
| 90° 00′ N, 94° 00′ E | Océan Arctique          | |
| 81° 02′ N, 94° 00′ E | Russie                  | Kraï de Krasnoïarsk — Île Komsomolets et l'Île de la Révolution-d'Octobre, Terre du Nord                                                                                    |
| 79° 26′ N, 94° 00′ E | Mer de Kara             | Passing just east of Ostrova Voronina, Kraï de Krasnoïarsk, Russie (à 78° 09′ N, 93° 55′ E)                                                                                 |
| 76° 36′ N, 94° 00′ E | Russie                  | Kraï de Krasnoïarsk — Archipel Nordenskiöld |
| 76° 34′ N, 94° 00′ E | Mer de Kara             | |
| 76° 07′ N, 94° 00′ E | Russie                  | Kraï de Krasnoïarsk Le Touva — à partir de 52° 39′ N, 94° 00′ E |
| 50° 35′ N, 94° 00′ E | Mongolie                | |
| 44° 45′ N, 94° 00′ E | Chine                   | Xinjiang Gansu — à partir de 41° 05′ N, 94° 00′ E Qinghai — à partir de 38° 43′ N, 94° 00′ E Tibet — à partir de 32° 27′ N, 94° 00′ E                                       |
| 28° 50′ N, 94° 00′ E | Inde                    | Arunachal Pradesh — revendiqué par la Chine Assam — à partir de 27° 20′ N, 94° 00′ E Nagaland — à partir de 26° 09′ N, 94° 00′ E Manipur — à partir de 25° 31′ N, 94° 00′ E |
| 23° 55′ N, 94° 00′ E | Birmanie (Burma)        | |
| 18° 44′ N, 94° 00′ E | Océan Indien            | Passe juste à l'est de l'Île Barren, Îles Andaman, Inde (at 12° 17′ N, 93° 53′ E) Passe juste à l'est de l'île Grande Nicobar, Inde (à 7° 00′ N, 93° 57′ E)                 |
| 60° 00′ S, 94° 00′ E | Océan Austral           | |
| 66° 31′ S, 94° 00′ E | Antarctique             | Territoire antarctique australien revendiqué par Australie |